# Börries von Notz

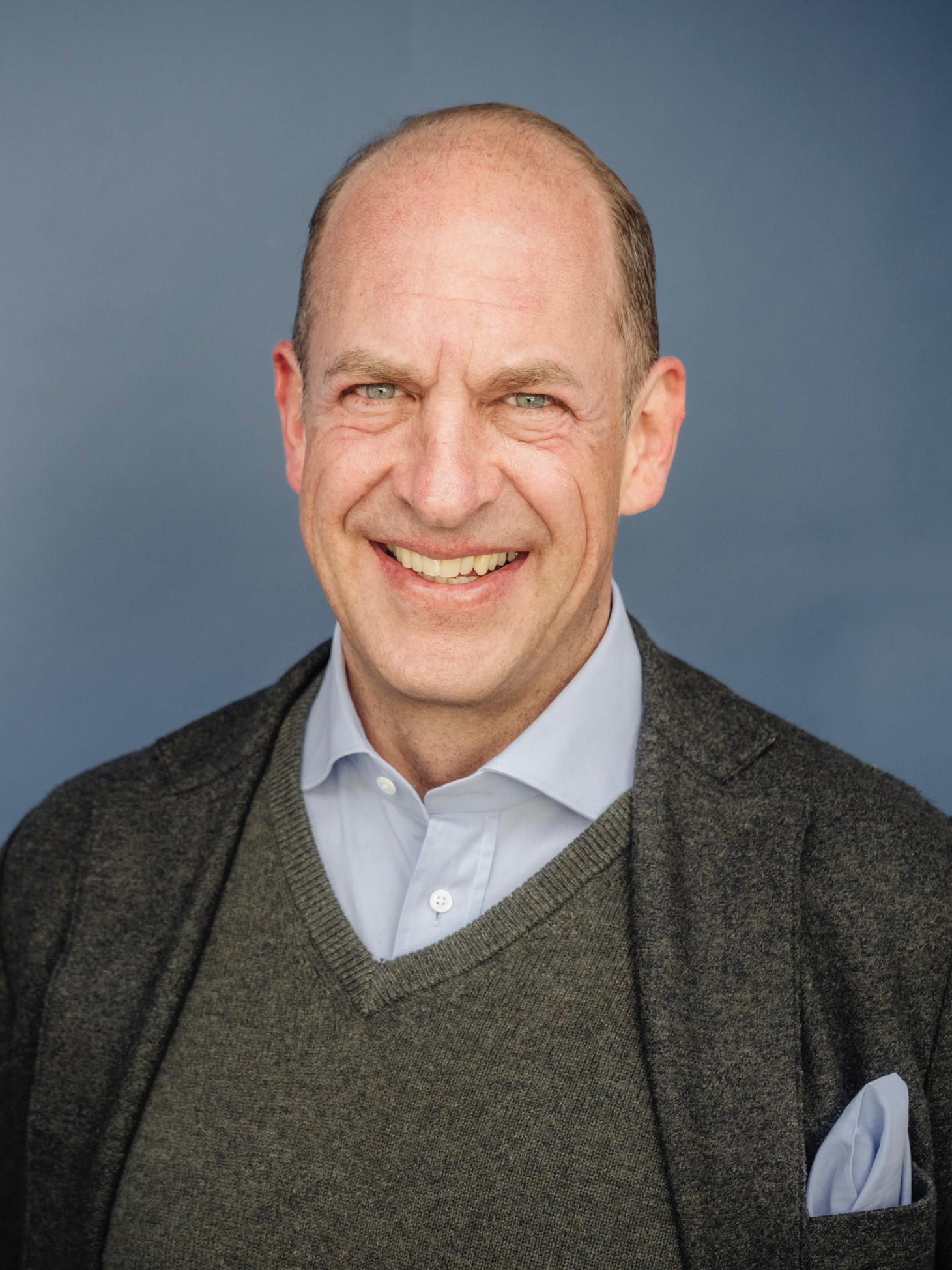
Börries von Notz (2025)

Börries von Notz (* 1. Mai 1973 in Mölln) ist ein deutscher Kulturmanager und Rechtsanwalt. Er war von März 2019 bis Januar 2025 Geschäftsführer der Stiftung Kunst und Natur (vormals Stiftung Nantesbuch). Von 2014 bis Juni 2019 war er Alleinvorstand der Stiftung Historische Museen Hamburg und davor von 2008 bis 2014 Geschäftsführender Direktor der Stiftung Jüdisches Museum Berlin.

## Leben
Der jüngere Bruder von Konstantin von Notz und Sohn von Friedhelm von Notz wuchs in Hamburg und Frankfurt am Main auf. Er studierte Rechts- und Staatswissenschaften in Bonn. Ab 2001 war er für Museumsinstitutionen wie die Stiftung Preußischer Kulturbesitz und den Deutschen Museumsbund tätig. Als selbständiger Rechtsanwalt berät und vertritt er seit 2004 Kulturinstitutionen und Kulturschaffende.
Von 2008 bis 2014 war von Notz Geschäftsführender Direktor des Jüdischen Museums Berlin. Von Februar 2014 bis Juni 2019 vertrat er als Alleinvorstand die Stiftung Historische Museen Hamburg, der als Haupthäuser das Museum für Hamburgische Geschichte, das Altonaer Museum und das Museum der Arbeit angehören. In seine Amtszeit fiel die Gründung des Deutschen Hafenmuseums und die Rückholung der Viermastbark Peking.
Im März 2019 wurde er zunächst als Sprecher in die Geschäftsführung der 2012 von Susanne Klatten gegründeten Stiftung Nantesbuch, später umbenannt in Stiftung Kunst und Natur berufen. Bis Ende Januar 2025 war Notz alleiniger Geschäftsführer.